# Wielkie kłamstwo
Wielkie kłamstwo (ang. The Great Lie) – amerykański film z 1941 roku w reżyserii Edmunda Gouldinga.

## Fabuła
Maggie (Bette Davis) zostaje wdową po tym jak jej mąż Peter (George Brent) ginie w katastrofie lotniczej. Niedługo po tym wydarzeniu kobieta dowiaduje się, że małżonek zdradził ją z inną, a w dodatku ona jest w ciąży.

## Obsada
Opracowano na podstawie źródła.
- Bette Davis jako Maggie Patterson Van Allen
- George Brent jako Peter „Pete” Van Allen
- Mary Astor jako Sandra Kovack
- Jerome Cowan jako Jock H. Thompson
- Lucile Watson jako ciotka Ada Greenfield
- Russell Hicks jako porucznik Harrison
- Thurston Hall jako Oscar Worthington James
- Grant Mitchell jako Josh Mason
- Addison Richards jako Pan Talbot
- Virginia Brissac jako Sadie
- J. Farrell MacDonald jako doktor Ferguson
- Charles Trowbridge jako senator Ted Greenfield
- Sam McDaniel jako Jefferson Washington
- Hattie McDaniel jako Violet

## Nagrody
- 1942 — Nagroda Akademii Filmowej — Najlepsza aktorka drugoplanowa — Mary Astor[3]